# Кузнечна (присілок)
Кузне́чна (рос. Кузнечная, чув. Анат Çĕрпÿкасси) — присілок у Чувашії Російської Федерації, у складі Староатайського сільського поселення Красночетайського району.
Населення — 170 осіб (2010; 206 в 2002, 318 в 1979, 392 в 1939, 390 в 1926, 295 в 1897, 199 в 1858). Національний склад — чуваші, росіяни.
Національний склад (2002):
- чуваші — 100 %

## Історія
Засновано 19 століття як околоток присілка Аказіна (нині Верхнє Аккозіно). До 1866 року селяни мали статус державних, займались землеробством, тваринництвом. 1931 року створено колгосп «Хвиля». До 1926 року присілок входив до складу Хочашевської волості, до 1927 року — Атаєвської волості Ядринського повіту. З переходом на райони 1927 року — спочатку у складі Красночетайського, у період 1962–1965 років — у складі Шумерлинського, після чого знову переданий до складу Красночетайського району.

## Господарство
У присілку діють фельдшерсько-акушерський пункт, клуб та магазин.